# Bruce Twamley
Bruce Richardson Twamley (Victoria, 23 maggio 1952) è un allenatore di calcio ed ex calciatore canadese, di ruolo difensore.

## Carriera

### Calciatore

#### Club
In patria giocò nel campionato dilettantistico organizzato dalla Pacific Coast Soccer League con vari sodalizi di Vancouver.
Nel 1969 si trasferisce in Inghilterra, ingaggiato dall'Ipswich Town, ove si forma calcisticamente nelle sue giovanili, con cui giocherà due incontri nella massima serie inglese, ottenendo come miglior piazzamento il terzo posto nella First Division 1974-1975.
Nel 1975 torna in patria, venendo ingaggiato dai Vancouver Whitecaps, franchigia della NASL. Con i Whitecaps ottenne il quarto ed ultimo posto della Western Division della North American Soccer League 1975.
L'anno seguente passa ai N.Y. Cosmos, trovando però scarso impiego ed esordendovi solo nella stagione 1977, nel corso della quale però sarà ceduto ai Minnesota Kicks.Con i Kicks raggiungerà i quarti di finale per l'assegnazione del titolo, venendo eliminato con i suoi dai futuri finalisti del Seattle Sounders.
Nel corso della stagione seguente passa agli Oakland Stompers, con cui non riuscirà ad accedere ai playoff per il titolo.
L'anno seguente segue gli Stompers nel loro trasloco ad Edmonton, nella provincia canadese dell'Alberta, ove diventano gli Edmonton Drillers. Con i Drillers Twamley non riuscì ad accedere alla fase finale del campionato nordamericano.

#### Nazionale
Tra il 1972 ed il 1977 ha giocato nella nazionale di calcio del Canada otto incontri, segnando anche una rete.

### Allenatore
Lasciato il calcio giocato ha lungamente lavorato per la Federazione calcistica del Canada, rivestendo anche il ruolo di commissario tecnico ad interim della nazionale canadese. Per i suoi meriti sportivi come allenatore è inserito nella "Soccer Hall of Fame in British Columbia".
Ha guidato la nazionale under 20 al campionato mondiale di calcio Under-20 1997, raggiungendo gli ottavi di finale del torneo.

## Statistiche

### Cronologia presenze e reti in nazionale
| Cronologia completa delle presenze e delle reti in nazionale ― Canada | Cronologia completa delle presenze e delle reti in nazionale ― Canada | Cronologia completa delle presenze e delle reti in nazionale ― Canada | Cronologia completa delle presenze e delle reti in nazionale ― Canada | Cronologia completa delle presenze e delle reti in nazionale ― Canada | Cronologia completa delle presenze e delle reti in nazionale ― Canada | Cronologia completa delle presenze e delle reti in nazionale ― Canada | Cronologia completa delle presenze e delle reti in nazionale ― Canada |
| Data                                                                  | Città                                                                 | In casa                                                               | Risultato                                                             | Ospiti                                                                | Competizione                                                          | Reti                                                                  | Note                                                                  |
| --------------------------------------------------------------------- | --------------------------------------------------------------------- | --------------------------------------------------------------------- | --------------------------------------------------------------------- | --------------------------------------------------------------------- | --------------------------------------------------------------------- | --------------------------------------------------------------------- | --------------------------------------------------------------------- |
| 20-8-1972                                                             | Saint John's                                                          | Canada                                                                | 3 – 2                                                                 | Stati Uniti                                                           | Qual. Mondiali 1974                                                   | 1                                                                     |                                                                       |
| 24-8-1972                                                             | Toronto                                                               | Canada                                                                | 1 – 0                                                                 | Messico                                                               | Qual. Mondiali 1974                                                   | -                                                                     |                                                                       |
| 29-8-1972                                                             | Baltimora                                                             | Stati Uniti                                                           | 2 – 2                                                                 | Canada                                                                | Qual. Mondiali 1974                                                   | -                                                                     |                                                                       |
| 5-9-1972                                                              | Città del Messico                                                     | Messico                                                               | 2 – 1                                                                 | Canada                                                                | Qual. Mondiali 1974                                                   | -                                                                     |                                                                       |
| 1-8-1973                                                              | Toronto                                                               | Canada                                                                | 1 – 3                                                                 | Polonia                                                               | Amichevole                                                            | -                                                                     |                                                                       |
| 5-8-1973                                                              | Windsor                                                               | Canada                                                                | 0 – 2                                                                 | Stati Uniti                                                           | Amichevole                                                            | -                                                                     |                                                                       |
| 11-9-1977                                                             | Port of Spain                                                         | Trinidad e Tobago                                                     | 1 – 1                                                                 | Canada                                                                | Amichevole                                                            | -                                                                     |                                                                       |
| 22-10-1977                                                            | Monterrey                                                             | Messico                                                               | 3 – 1                                                                 | Canada                                                                | Qual. Mondiali 1978                                                   | -                                                                     |                                                                       |
| Totale                                                                |                                                                       | Presenze                                                              | 8                                                                     |                                                                       | Reti                                                                  | 1                                                                     |                                                                       |